# 1965 en Algérie
Chronologie de l’Algérie
- 1961
- 1962
- 1963
- 1964
- 1965
- 1966
- 1967
- 1968
- 1969

Cet article présente les faits marquants de l'année 1965 en Algérie ou relatifs à l'Algérie; datation selon le calendrier grégorien.

## Événements
- 30 janvier : Che Guevara est en Algérie[1].
- 19 juin : coup d’État en Algérie ; le président Ahmed Ben Bella est déposé par le ministre de la Défense, le colonel Houari Boumédiène, ancien chef de l’Armée de libération nationale qui s’empare du pouvoir pour mener une politique socialiste et de nationalisation jusqu’à sa mort le 27 décembre 1978[2].

## Sports

### Football
- Équipe d'Algérie de football en 1965
- Championnat d'Algérie de football 1964-1965
- Championnat d'Algérie de football 1965-1966
- Championnat d'Algérie de football de deuxième division 1964-1965
- Championnat d'Algérie de football de deuxième division 1965-1966
- Coupe d'Algérie de football 1964-1965
- Coupe d'Algérie de football 1965-1966
- Saison 1964-1965 de l'ASM Oran
- Saison 1965-1966 de l'ASM Oran
- Saison 1964-1965 de l'USM Alger
- Saison 1965-1966 de l'USM Alger
- Saison 1964-1965 de l'USM Blida
- Saison 1965-1966 de l'USM Blida
- Saison 1964-1965 du CR Belcourt
- Saison 1965-1966 du CR Belcourt
- Saison 1964-1965 de l'ES Sétif
- Saison 1965-1966 de l'ES Sétif
- Saison 1964-1965 du MO Constantine
- Saison 1964-1965 du NA Hussein Dey

## Culture

### Cinéma
- L'Aube des damnés (Fajr al-mu'adhhabin), film documentaire algérien réalisé par Ahmed Rachedi et sorti en 1965.
- Une si jeune paix, film algérien réalisé par Jacques Charby et sorti en 1965.

## Naissances en 1965
- Naissance en Algérie en 1965

## Décès en 1965
- Décès en Algérie en 1965